# Regeringen Svinhufvud II
Regeringen Svinhufvud II var det självständiga Finlands 18:e regering och bestod av Samlingspartiet,  Agrarförbundet, Svenska folkpartiet och Framstegspartiet. Även formellt opolitiska fackministrar ingick i regeringen. Ministären regerade från 4 juli 1930 till 21 mars 1931.
Svinhufvud var både antikommunist och motståndare till Lapporörelsens strävanden att bedriva antikommunistisk högerpolitik utanför lagens ramar. Regeringen strävade till att bekämpa kommunismen med lagliga medel.
Statsminister Pehr Evind Svinhufvud avgick den 18 februari 1931 efter valsegern i presidentvalet i Finland 1931. Befattningen som vice statsminister saknades vid den tidpunkten men finansminister J.H. Vennola fick sköta statsministerns uppgifter för resten av regeringsperioden. Vennola blev således tillförordnad statsminister vid sidan om sin befattning som finansminister. Först år 1957 tillkom det en permanent ställföreträdare för statsministern (vice statsminister) som finns på plats även om det finns en statsminister i ämbetet.
| Minister                                                               | Ämbetsperiod                                       | Parti                           |
| ---------------------------------------------------------------------- | -------------------------------------------------- | ------------------------------- |
| Statsminister Pehr Evind Svinhufvud                                    | 4 juli 1930–18 februari 1931                       | Samlingspartiet                 |
| Statsministerns ställföreträdare J.H. Vennola                          | 18 februari 1931–21 mars 1931                      | Framstegspartiet                |
| Utrikesminister Hjalmar J. Procopé                                     | 4 juli 1930–21 mars 1931                           | opolitisk (Svenska folkpartiet) |
| Justitieminister Karl Söderholm                                        | 4 juli 1930–21 mars 1931                           | Svenska folkpartiet             |
| Inrikesminister Erkki Kuokkanen                                        | 4 juli 1930–21 mars 1931                           | Samlingspartiet                 |
| Försvarsminister Albin Manner                                          | 10 juli 1930–21 mars 1931                          | Agrarförbundet                  |
| Biträdande försvarsminister Albin Manner Hugo Österman                 | 4 juli 1930–10 juli 1930 10 juli 1930–21 mars 1931 | Agrarförbundet opolitisk        |
| Finansminister J.H. Vennola                                            | 4 juli 1930–21 mars 1931                           | Framstegspartiet                |
| Undervisningsminister Paavo Virkkunen                                  | 4 juli 1930–21 mars 1931                           | Samlingspartiet                 |
| Jordbruksminister August Raatikainen                                   | 4 juli 1930–21 mars 1931                           | Agrarförbundet                  |
| Biträdande jordbruksminister Juho Koivisto                             | 4 juli 1930–21 mars 1931                           | Agrarförbundet                  |
| Minister för kommunikationsväsendet och allmänna arbetena Rolf Witting | 4 juli 1930–21 mars 1931                           | Svenska folkpartiet             |
| Handels- och industriminister Axel Solitander                          | 4 juli 1930–21 mars 1931                           | opolitisk                       |
| Socialminister Eino Tuomivaara                                         | 4 juli 1930–21 mars 1931                           | Agrarförbundet                  |

## Fotnoter
1. ↑  Svinhufvud, Pehr Evind. Finlands nationalbiografi. (finska)
2. 1 2  18. Svinhufvud II Arkiverad 26 april 2014 hämtat från the Wayback Machine. Statsrådet (finska)